# Alexander Lund Hansen
Alexander Lund Hansen (Åfjord, 6 de outubro de 1984) é um jogador profissional de futebol que atua como goleiro. Atualmente defende o OB Odense

## Carreira
Hansen vem das categorias de base do Nardo, em transferência de 2001. Primeiramente, jogou a segunda divisão norueguesa pela segunda equipe do Rosenborg.
Até janeiro de 2007, não jogou nenhuma partida no campeonato pela equipe principal, mas já atuou em seis partidas na Liga Real Escandinava entre Novembro e Dezembro de 2006.